# Joachim Stadler

1992 bei Borussia Mönchengladbach

1999 beim SSV Ulm

Joachim Stadler (* 15. Januar 1970 in Mosbach) ist ein ehemaliger deutscher Fußballspieler und Trainer.

## Karriere als Spieler
Stadler wuchs in Breitenbronn auf. In der Jugend spielte Joachim Stadler als Gastspieler des VfB Breitenbronn beim SV Aglasterhausen, danach beim SV Waldhof Mannheim und dem FV Mosbach, bei dem er im Alter von 17 Jahren in der Verbandsligamannschaft der Aktiven spielte. Im Jahr darauf spielte Stadler beim SV Schwetzingen in der damals drittklassigen Oberliga.
Nur ein Jahr später begann Stadler seine Bundesligakarriere beim 1. FC Kaiserslautern in der Saison 1989/90 unter Trainer Gerd Roggensack. Nach nur 14 Tagen zog er sich beim Intertoto-Spiel gegen den First Vienna FC eine schwere Knieverletzung mit anschließender Infektion zu und fiel knapp sieben Monate aus. Mit dem 1. FCK gewann er 1990 den DFB-Pokal und 1991 die Meisterschaft. In seinen ersten zwei Jahren absolvierte der 1,91 Meter große, kopfballstarke Innenverteidiger 21 Partien für den 1. FC Kaiserslautern und schoss ein Tor.
Im Sommer 1991 wechselte Stadler zu Borussia Mönchengladbach und stand gleich in der ersten Saison mit der Mannschaft im gegen Hannover 96 verlorenen DFB-Pokalendspiel. 1995 war er mit der Borussia wiederum im Endspiel und durfte nach dem Sieg gegen den VfL Wolfsburg den Pokalsieg feiern. Stadler blieb bis 1997 der Borussia treu und wurde einer der Publikumslieblinge. Stammspieler war er indes nur bis zum Winter 1992/93. In insgesamt 93 Pflichtspielen erzielte er ein Tor. Bekannt wurde Stadler auch durch sein Hackeneigentor am 9. November 1993 im Achtelfinale des DFB-Pokals und dies ausgerechnet im Spiel gegen seinen früheren Club 1. FC Kaiserslautern.
1997 wechselte Stadler zum SSV Ulm 1846 in die Regionalliga Süd. Unter Trainer Ralf Rangnick gelang ihm auf Anhieb der Aufstieg in die 2. Bundesliga, wobei er 29-mal für sein Team auflief. Schon ein Jahr später, in der Saison 1998/99, schaffte er mit den Ulmern den Durchmarsch in die Bundesliga. Dies ermöglichte dem mittlerweile 29-jährigen Stadler noch einmal, Erstligafußball zu spielen. In seiner letzten Bundesligasaison 1999/2000 spielte er 31-mal und erzielte einen Treffer, konnte jedoch den direkten Abstieg des SSV Ulm 1846 nicht verhindern. In der folgenden Zweitligasaison 2000/01 stieg er mit den Ulmern ein weiteres Mal ab. Daraufhin wechselte er für ein halbes Jahr zum griechischen Zweitligisten Patraikos Patras. Für die Saison 2002/03 unterschrieb er beim Regionalligisten FC Augsburg, wo er 2003 seine Karriere aufgrund einer erneuten schweren Knieverletzung beenden musste.
Insgesamt bestritt Stadler 130 Bundesligaspiele und 47 Zweitligaspiele, in denen er 3 Tore erzielte. In seiner Zeit als Profi beim 1. FC Kaiserslautern und bei Borussia Mönchengladbach absolvierte er 12 Länderspiele mit der U21-Nationalmannschaft und erzielte im Spiel in England ein Tor.

## Karriere als Trainer
2002 erwarb Stadler seine Trainer-A-Lizenz und war ab 2003 als Jugendtrainer tätig. Ab 2011 trainierte er die U15, U17 und U19 des SV Sandhausen und leitete von Juli 2013 bis Juni 2021 dessen Nachwuchsleistungszentrum.

## Erfolge
- DFB-Pokalsieger 1990 mit dem 1. FC Kaiserslautern
- Deutscher Meister 1991 mit dem 1. FC Kaiserslautern
- DFB-Pokalfinalist 1992 mit Borussia Mönchengladbach
- DFB-Pokalsieger 1995 mit Borussia Mönchengladbach
- Meister der Regionalliga Süd 1998 und Aufstieg in die 2. Bundesliga mit dem SSV Ulm 1846
- 3. Platz in der 2. Bundesliga 1999 und Aufstieg in die Bundesliga mit dem SSV Ulm 1846

## Privates
Stadler wohnt in Obrigheim, ist verheiratet und hat vier Kinder.